# Отего (Њујорк)
Отего (енгл. Otego) град је у америчкој савезној држави Њујорк.

## Демографија
По попису из 2010. године број становника је 1.010, што је 42 (-4,0%) становника мање него 2000. године.
| Група             | 2000.       | 2010.       |
| Белци             | 996 (94,7%) | 937 (92,8%) |
| Афроамериканци    | 22 (2,1%)   | 16 (1,6%)   |
| Азијати           | 2 (0,2%)    | 13 (1,3%)   |
| Хиспаноамериканци | 21 (2,0%)   | 26 (2,6%)   |
| Укупно            | 1.052       | 1.010       |